# پیتر کاندید

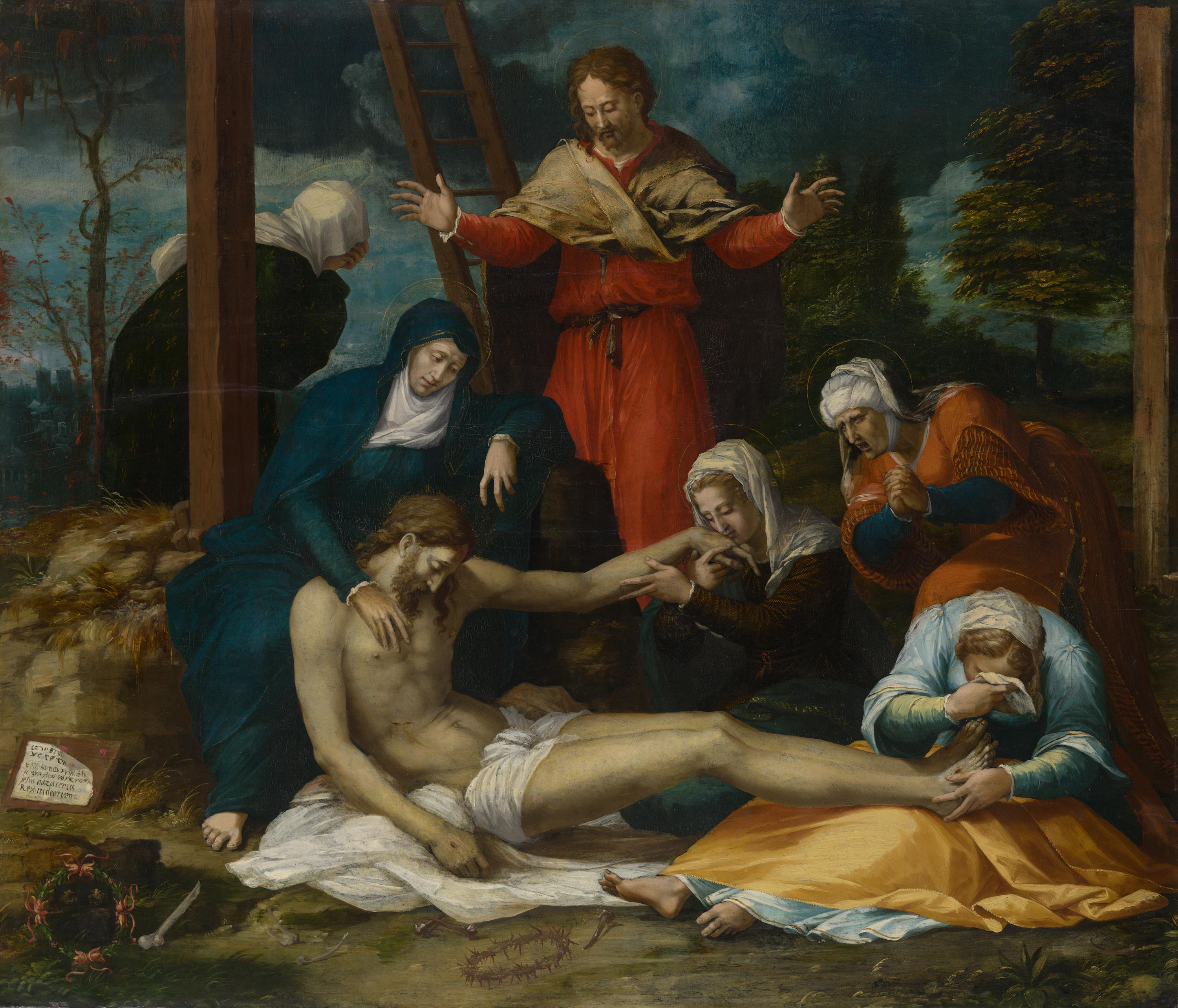
نوحه خوانی بر مسیح مرده

پیتر دو ویت، که در ایتالیا به نام پیترو کاندیدو و در بایرن به نام پیتر کاندید  (ج 1548 – 1628)  شناخته می شود یک نقاش، طراح ملیله و طراح نقشه متولد فلاندرز، در ایتالیا و بایرن بود. وی هنرمند دربار مدیچی در فلورانس و همچنین هنرمند دربار بایرن دوك ویلیام پنجم و جانشین وی ماكسیلیان اول در مونیخ بود.

## زندگی
کاندید در بروژ متولد شد و در 10 سالگی به همراه والدینش به فلورانس رفت. پدرش الیاس یک ملیله باف بود که در کارگاه تازه تاسیس بافندگی مدیچی ، Arazzeria Medicea ، که توسط استاد فلاندی جان روست هدایت می شد ، استخدام شده بود. نام اصلی خانواده فلاندی "de Witte" بود. کلمه "witte" در زبان فلاندی به معنای "سفید" است و به همین دلیل خانواده نام خانوادگی ایتالیایی "Candido" را برای خود برگزید ، یک کلمه ایتالیایی که  به معنی "سفید" است. پیتر پس از مهاجرت به آلمان نام خانوادگی خود را به 'Candid' تغییر داد.

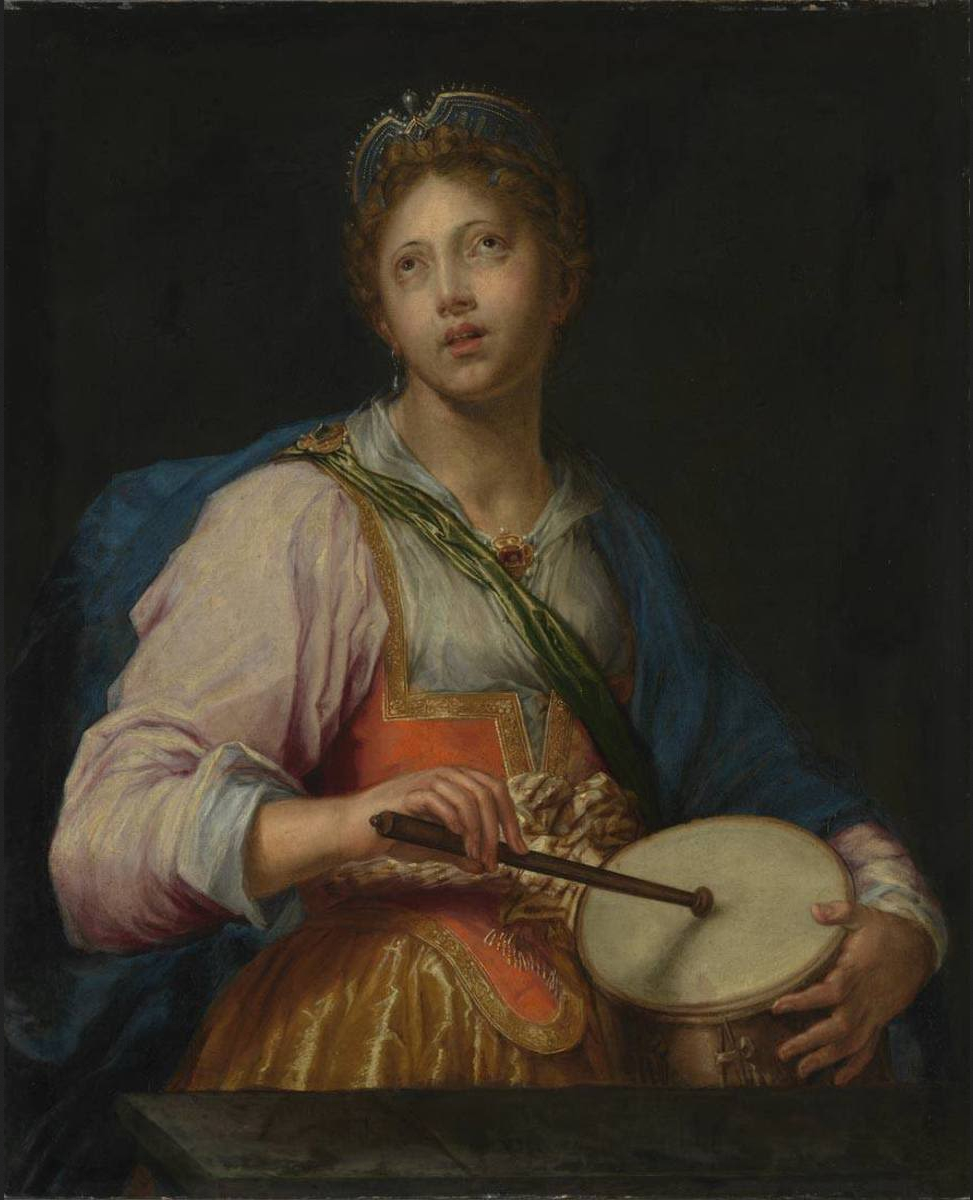
دختر جفتا

پیتر نزد استاد ناشناسی شاگردی خود را در ایتالیا در اوایل دهه 1560  آغاز کرد. اولین کار هنری شناخته شده از کاندید به عنوان هنرمند ،یک اثر نقاشی دیواری است که در سال 1569به سفارش فرسکو در فلورانس ایجاد گردید. وی در سال 1576 به عضویت آکادمی " Accademia delle Arti del Disegno " پذیرفته شد. Accademia delle Arti del Disegno آکادمی معتبری از هنرمندان فلورانس بود که اعضای آن میکل آنژ آنرا ، لازارو دوناتی ، آگنولو برونزینو ، بننووتو سلینی و دیگران بودند.  درسال 1578 مجموعه ای از سه نقاشی را برای کلیساهای ولترا طراحی کرد ، از جمله <i id="mwMA">Adoration of the</i> Sheppers (1580) و <i id="mwMg">Lamentation over the Dead Dead</i> (1585–86، Pinacoteca Civica). کارل ون ماندر ، زندگینامه نویس فلاندرایی قرن شانزدهم ، كه كاندید را هنگام دیدار از ایتالیا ملاقات کرده بود ،نوشت  كه كاندید با جورجیو واساری درطراحی و نقاشی تالار واتیكان وگنبد كلیسای جامع فلورانس همکاری می کرد . در سالهای 1582 و 1583 پس از کار در رم در به فلورانس بازگشت.
در سال 1586 به توصیه مجسمه ساز جیامبولنیا ، هنرمند فلاندیایی دیگری که در ایتالیا کار می کرد و کاندید با وی دوستی نزدیکی داشت ، به دربار دوک مونیخ فراخوانده شد. وی ابتدا نقاش دربار دوک ویلیام پنجم باواریایی و بعداً ماکسیمیلیان اول باواریایی بود . برای دوک و نماینده ماکسیمیلیان ، کانید چندین کار نقاشی دیواری در ساختمانهای متعدد از جمله آنتیکواریوم و اتاقهای کاخ دوک مونیخ رزیدنز و اتاق دولتی در کاخ Schleissheim کار کرد و طراحی سقف های Goldener Saal در تالار شهر آگسبورگ انجام داد. در سالهای 1600 تا 1628 او هنرمند برجسته مونیخ بود. وی همچنین به عنوان یک تاجر آثار هنری فعالیت می کرد و با فیلیپ هاینهوفر ، بازرگان ، بانکدار ، دیپلمات و مجموعه دار آثار هنری در آگسبورگ ، و موارد متعدد دیگر ، در معاملات تجاری مشارکت داشت.

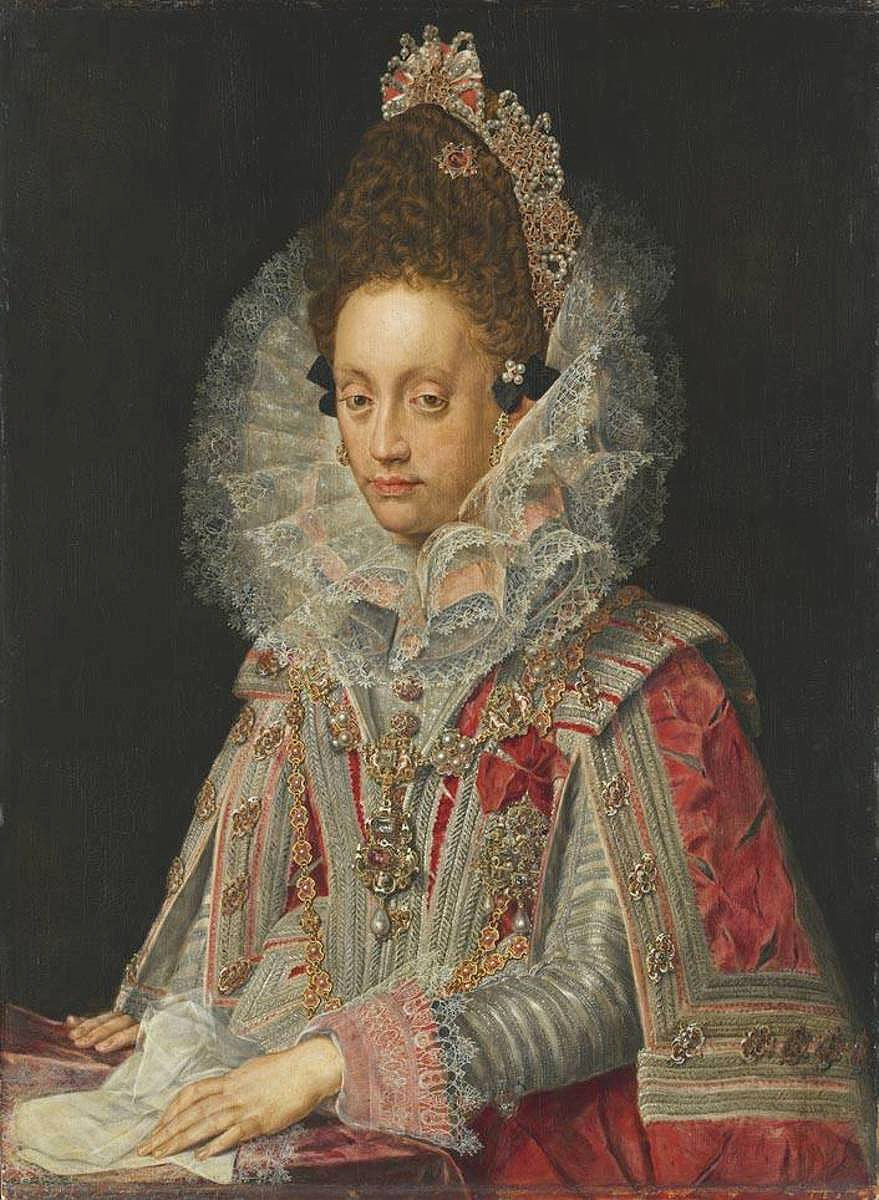
پرتره دوشس مگدالنا باواریا

اوپس از ازدواج صاحب پنج فرزند شد ، از جمله یک پسر ویلهلم (-2513-1313) ، که یک نقاش بود اما پس از 1625 به مشاغل دادگاهی روی آورد. دخترش در سال 1624 با حکاكفیلیپ سادلر ازدواج كرد.
او استاد یوهان اولریش لوث نیز بود و در مونیخ درگذشت.

## آثار

### عمومی
پیتر کاندید نه تنها یک نقاش بلکه هنرمندی همه کاره بود که   در طراحی ملیله ، چاپ و مجسمه سازی نیز استاد بود. کارهای تصویری او در نقاشی های تاریخی شامل پرتره ها ، صحنه های اسطوره ای و تمثیل ها می باشد.او همچنین محراب های بزرگ و کارهای تزئینی پیچیده ای ایجاد کرد. کارهای او بیشتر در زمینه رنگ روغن و همچنین نقاشی  های دیواری بود. او به نقاشی دیواری ایتالیایی در میان آثار هنری بایرن اعتبار خاصی بخشید.شمایل نگاری ، که کاندید آن را توسعه داد ، در قرن هجدهم تأثیر زیادی روی هنرمندان دیگر گذاشت.

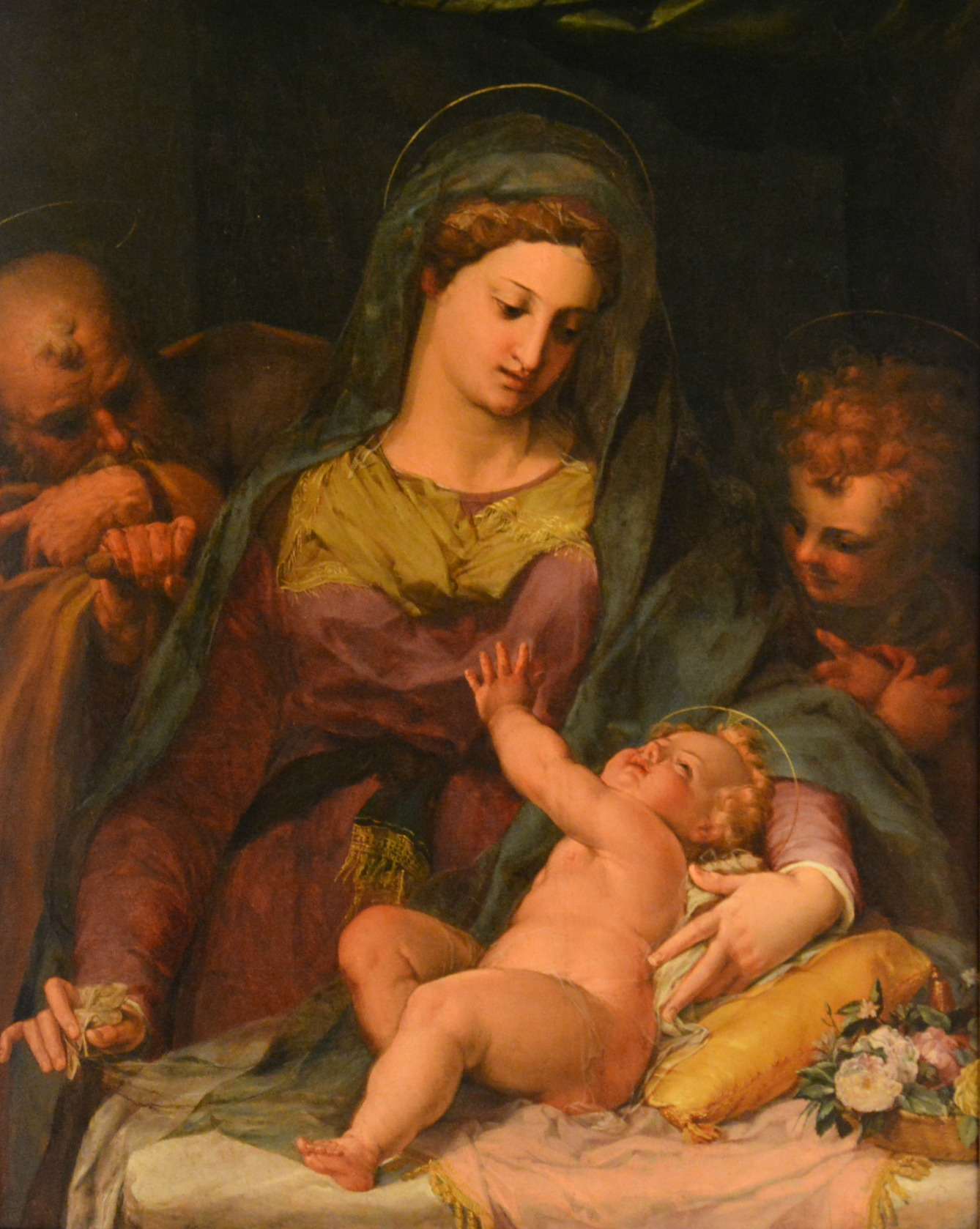
خانواده مقدس همراه با سنت جان

وی بسیاری از نقاشی های دیواری و نقاشی های رنگ روغن را در ایتالیا به اتمام رساند و همچنین طرح های ملیله و کارهای دیگری را برای کوزیمو د مدیچی اول، دوک بزرگ توسکانی به انجام رساند . سبک او در فلورانس بیشتر تحت تأثیر مکتب میکل آنژ بود ، اگرچه او بیش از واساری به برونزینو و الساندرو آلووری نزدیکتر بود. آثار وی همچنین تأثیر سنت فلاندرسی را نشان می دهد.
وی در مونیخ  ابتدا به عنوان بخشی از گروه هنرمندان ایتالیایی به سرپرستی فردریش سوستریس ، نقاش هلندی-ایتالیایی،که در فلورانس نیز بوده است ، کار می کرد. او پس از طراحی های سوستریس برای دربار، تعداد زیادی نقاشی های دیواری را طراحی کرد. او همچنین تعداد زیادی آثار هنری مذهبی را برای محراب ها تولید کرد. او پس از مرگ سوستریس به استقلال بیشتری در کارهای خود رسیدو پس از مرگ سوستریس ماكسیمیلیان اول باواریایی در  به سلطنت رسید. زمانی که دوک ماکسیلیان ساختمان جدیدی به قصرهای خود اضافه كردکاندید کار نقاشی های داخلی و همچنین محراب را به عهده گرفت.  او نقاشی های کوچکی را بر روی صفحات مسی با مضامین مذهبی ، اسطوره ای و تمثیلی به سبک منیریست اجرا کرد.
کارهای بعدی او به سبک گذرا از اواخر رنسانس تا دوره اوائل باروک بود. این امر در <i id="mwdg">فراز مریم</i> ، قربانگاه مورخ فرونکیرکه در سال 1620 تکمیل شده دیده می شود.

### طراح ملیله

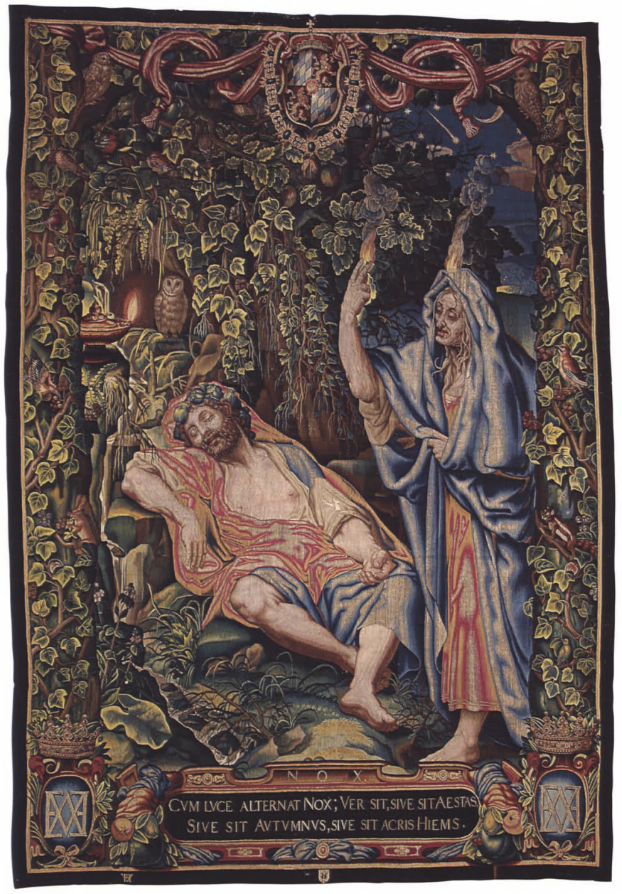
شب

پیتر کاندید مهمترین طراح کارگاه بافندگی دوک ماکسیمیلیان بود. این کار توسط استاد بافنده فلاندی هانس ون در بایست اداره می شد.وان در بایست در سال 1604از فلاندر توسط دوك دعوت شده بود كه کمک صنعتگرانی از كشورهای دیگر، یك كارگاه ملیله سازی راه اندازی كند. او پول و بودجه زیادی برای تهیه مواد اولیه و استخدام متخصصان بافندگی  از جنوب هلند اختصاص داد. ملیله های تولید شده اصولاً برای تزئین مونیخ رزیدنز ، کاخ سلطنتی دوک در مونیخ ساخته شده است. علی رغم متوسط بودن اندازه کارگاه کهحدود 20 بافنده،کار می کرد ملیله هایی با کیفیت عالی  و بارنگ های زنده ، صحنه های پویا و جزئیات سرگرم کننده تولید شد. این کارگاه تا سال 1615دائربود و کار می کرد.
کاندید تصاویری را نیز برای این کارگاه ایجاد کرده است. از این مجموعه سه سری ملیله بافته شده که از حدود 50 آویز که با طلا ساخته شده است،وجود دارد. ملیله ها مجموعه ای متشکل از 12 گروتسک ، 11 صحنه از داستان اوتو فون ویتلسباخ ، بنیانگذار خانه ویتلسباخ ، و 18 ملیله بود که ماه ها ، فصول و روز و شب را به تصویر می کشد. او همچنین تصویر های یک مجموعه که شامل 12 تابلو فرش را که حاوی صحنه های کتاب مقدس و اسطوره ای می باشد را نیز طراحی کرد. تصاویر تاحدود 100 سال بعد حفظ شده و  توسط حکاکی به نامکارل گوستاو املینگ برای یک سری چاپ استفاده شد. کانید شخصاً به بافت ملیله ها نظارت و برای راهنمایی بافندگان از کارگاه بازدیدکرده و نکات لازم را گوشزد می کرد. ملیله های بافته شده در مونیخ از طرح های کاندید از بهترین و نوآورترین محصولات صنعت ملیله سازی اوایل قرن هفدهم اروپا بود.